# سهام البوغديري نمصية
سهام البوغديري نمصية (1965 - ) اقتصادية وسياسية تونسية، تشغل منصب وزير المالية في حكومة نجلاء بودن منذ 2021.

## السيرة الشخصية
حصلت سهام على ماجستير في الاقتصاد عام 1988 ودبلوم من مدرسة الضرائب الوطنية في كليرمون فيران عام 1990، أمضت 28 عامًا من الخدمة في وزارة المالية قبل توليها حقيبة الوزارة، شغلت خلال تلك الفترة منصب مديرة عامة للدراسات الضريبية والتشريع وكانت المسؤولة عن مكتب وزير المالية.
عملت أستاذة جامعية في ENA وIHEC وISG، وكانت عضوًا في مجلس إدارة بنك البركة منذ 2018، وفي CERT وكانت مراقب الدولة في CREDIF وفي مجلس الاعتماد الوطني.